# 阿达姆斯维莱尔
阿达姆斯维莱尔（法語：Adamswiller，发音：[adamsvilɛr]；德语：Adamsweiler；阿勒曼尼语：Àdàmswiller）是法国下莱茵省的一个市镇，属于萨韦尔讷区和英维莱尔县（Ingwiller）。该市镇总面积3.4平方公里，2009年时的人口为387人。

## 人口
阿达姆斯维莱尔人口变化图示